# Индор-хоккей
Индо́р-хокке́й (индорхоккей; англ. indoor hockey от indoor — «в помещении» + hockey — «хоккей») — один из игровых видов спорта, разновидность хоккея на траве. В отличие от традиционного хоккея на траве не входит в олимпийскую программу.

## Правила
Матчи проводятся в закрытых помещениях (залах). Кроме того, в индор-хоккее меньше площадка — как правило 20 на 40 метров, что соответствует площадке для гандбола, и количество игроков в противоборствующих командах — по шесть в каждой из команд (пять полевых и вратарь), тогда как в хоккее на траве — по одиннадцать.
Игра длится два тайма по двадцать минут (как в мини-футболе). Ворота имеют два метра в высоту, три метра в ширину и минимум один метр в глубину (как в гандболе). Клюшки и мячи схожи с теми, что используются в хоккее на траве, но, как правило, более лёгкие. Игрокам запрещено бить по мячу, его можно только продвигать или отклонять, также мяч нельзя поднимать с площадки в воздух.

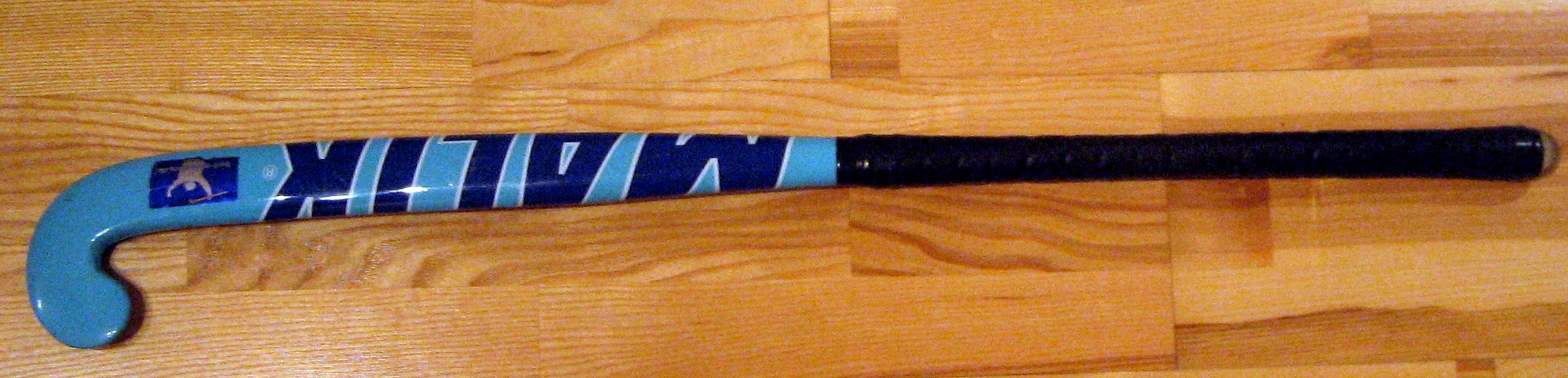
Клюшка для индорхоккея

## Особенности выступления
По сравнению с обычным хоккеем на траве спортсмены, занимающиеся индор-хоккеем, отличаются более высокими скоростно-силовыми качествами (в том числе и выносливостью), более совершенными техническими навыками и финтами, а также способностью намного быстрее принимать решения. Тренеры утверждают, что на тренировках достигается максимальный эффект благодаря особым сдвигам систем организма, которые почти никогда не происходят во время тренировок по хоккею на траве.

## История
Индор-хоккей зародился в Германии с целью улучшения возможностей тренировок для команд по хоккею на траве: зимой эти тренировки были крайне проблематичны. В 1972 году состоялся первый турнир по индор-хоккею среди клубов, а в 1974 году Европейская федерация хоккея на траве провела первый турнир сборных. В 2003 году в Лейпциге прошёл первый Кубок мира по индор-хоккею: в розыгрышах среди женских и мужских команд первенствовала сборная Германии.
В России индор-хоккей получил официальное признание с 1995 года. Как правило, российские клубы по хоккею на траве являются одновременно и клубами по индор-хоккею (в летний период играют в хоккей на траве, в зимний — в индор-хоккей). В 2008 году мужская сборная России была укомплектована игроками клубов по индор-хоккею, благодаря чему команда Игоря Шишкова отметилась сенсационной победой в игре против сборной Германии, а в рамках Олимпийского отбора в Чили заняла 3-е место, уступив только Индии и Англии и поднялась с 45-го на 24-е место мирового рейтинга. Тем не менее, вице-президент Федерации хоккея на траве России Георгий Галашев не раз делал заявления с призывом исключить индор-хоккей из списка признанных видов спорта в России как «вредный вид спорта».